# KLAQ
KLAQ (95.5 FM ) es una estación de radio comercial con licencia para El Paso, Texas y que transmite un formato de radio de rock convencional. La estación es propiedad de Townsquare Media y tiene estudios y oficinas en North Mesa Street (Ruta 20 de Texas) en el noroeste de El Paso. 
El transmisor de la KLAQ está ubicado en las montañas Franklin, cerca de Scenic Drive en El Paso.  La estación tiene una potencia radiada efectiva (ERP) de 88.000 vatios (100.000 con inclinación del haz). La señal se extiende al norte hasta Las Cruces, Nuevo México, y al sur a través de Ciudad Juárez y el estado mexicano de Chihuahua. 

## Programación
KLAQ se autodenomina "El Mejor Rock de El Paso" y con frecuencia organiza los eventos y conciertos más importantes de El Paso. La estación emite el programa matutino Buzz Adams, que se transmite a otras estaciones de rock de Texas. El programa se escucha de lunes a viernes, con un programa "Lo mejor de" los sábados por la mañana. Los domingos por la noche se presenta "Q Connected - El Nuevo Show Musical". KLAQ también transmite el fútbol americano de los Dallas Cowboys.
El 15 de septiembre de 1978, la estación se conectó por primera vez. Era propiedad de Rex Broadcasting, junto con KROD (600 AM). Cuando todavía existía un permiso de construcción emitido por la Comisión Federal de Comunicaciones, la estación, aún sin construir, utilizaba el indicativo KUOE. A lo largo de su historia en el aire, las letras de identificación de la estación siempre han sido KLAQ y siempre ha tenido un formato de rock, originalmente rock de álbum.
KPAS (93.9 FM, ahora KINT), propiedad de El Paso Broadcasting Corporation, fue la estación de rock FM original de El Paso. La incorporación de KLAQ lo puso en competencia con KPAS. Pero, al cambiar la manera de escuchar la música contemporánea de la radio AM a la banda FM, KPAS cambió a un formato Top 40 en 1981, convirtiendo a KLAQ en la única emisora de rock de El Paso. Durante algunos años, a principios de la década de 2000, la estación de radio mexicana XHEPR-FM (99.1 MHz), con licencia para Ciudad Juárez, transmitía un formato de rock clásico en inglés dirigido al mercado de radio de El Paso. 
En 1989, KLAQ y KROD fueron adquiridas por D & F Broadcasting. KLAQ se unió a la red ABC Rock Radio.
Las estaciones cambiaron de manos nuevamente en 1997, pasando a New Wave Broadcasting LP. En la década de 2010, KLAQ fue adquirida por Townsquare Media, junto con KROD. 